# Carlo Infascelli
Carlo Infascelli (* 31. August 1913 in Rom; † 30. Oktober 1984 ebenda) war ein italienischer Filmproduzent, -regisseur und Drehbuchautor.

## Leben
Infascelli arbeitete als Journalist und Filmhändler, bevor er sich 1941 bei zwei Filmen als Produzent betätigte. Erst acht Jahre später war er wieder in dieser Funktion aktiv, intensivierte diese Arbeit aber in den 1950er Jahren, in denen er als der Erfinder der überaus erfolgreichen Musikrevuen gilt, die in episodesker Form populäre Künstler und Lieder, garniert mit leichter, komödiantischer Handlung, vorstellten. Hauptregisseur dieser oftmals von Infascelli auch geskripteten Filme, die außerhalb Italiens so gut wie niemals zu sehen waren, war Domenico Paolella. Ab Mitte der 1960er Jahre wandte er sich dem Genrefilm zu; einige Male auch als Regisseur.
Nach dem Tod seines Sohnes Roberto zog er sich aus der Branche zurück.

## Filmografie (Auswahl)
- 1941: L'affare si complica
- 1960: Robin Hood und die Piraten (Robin Hood e i pirati)
- 1973: Auch Killer müssen sterben (La Mano Nera)

### Auch Regie und Drehbuch
- 1972: Hattu Keuschheitsgürtel muttu knabbern (Il decamerone proibito)
- 1974: Il bacio di una morta